# DEBUT AGAIN
『DEBUT AGAIN』（デビュー・アゲン）は、2016年3月21日に発売された大滝詠一のスタジオ・アルバム。

## 解説
ベスト・アルバム及びリイシューを除くと大滝詠一死後最初のアルバム。大滝名義としては『EACH TIME』以来32年ぶりのアルバムで、収録内容から報道では「アナザー・サイド・ベスト」といった扱いもあったが、公式サイトでは「奇跡のニューアルバム」として『A LONG VACATION』『EACH TIME』に続くソニー移籍後事実上第3の「オリジナル・アルバム」として扱われている。タイトルの基になった『DEBUT』は1978年発売のベスト・アルバムから。
収録内容は、自身の作曲した作品を自演し自らの歌声で録音した版、即ち「セルフカバー」バージョンを1つのアルバムとしてコンパイルしたものとなる。収録作品のうち、メイン・ディスクの10曲中7曲は大滝の死後、関係者によるナイアガラ・レコードの遺品整理の過程で新発見に至ったマスターテープを基にしており、収録作品のオリジナル発表期間は前作『EACH TIME』のレコーディング一時中断期間中に提供された作品、『EACH TIME』発売後の休業宣言後の作品、シングル「幸せな結末」でシーンに復帰するまでのプロデュース曲となっている。
なお、これらのセルフカバー音源の録音が遺されていた理由は不明で、関係者の多くにもその存在は一切明かしていなかった。ただし、音源は「レコーディング・スタジオで本格的に録音されたものであることは間違いない」と考えられている。また、発見当初はスタッフも大滝が過去のデモテープを幾つも保管していた過去から「提供者向けの簡単な仮歌かガイドボーカルであろう」と推定していたが、内容的に本格的なボーカル・テイクとして録音されていることから、正式なセルフカバーであると断定されたという。
これまで大滝が他のシンガーに提供した曲を自身が歌ったというケースはそれほど多くなく、1975年に沢田研二に提供した「あの娘に御用心」が1976年のアルバム『GO! GO! NIAGARA』でリアレンジされて歌われたのが最初だった。ライブではかまやつひろしに提供した「お先にどうぞ」を数回歌ったほか、「風立ちぬ」「探偵物語」「すこしだけやさしく」も1回だけ歌われた。また、1981年のアルバム『A LONG VACATION』には、他のシンガーに提供したものを改めて自身のために正式にレコーディングした曲が多く含まれている。

## パッケージ、アートワーク
初回生産限定盤はボーナス・ディスク付きのCD2枚組、三方背ケース仕様。アート・デザインは岡田崇、ライナーノーツは能地祐子がそれぞれ担当。ジャケット写真は発売1か月前の2016年2月17日に公開され、ソニー移籍後としては初めて大滝本人の肖像が登場するものとなっている。写真は『B-EACH TIME L-ONG』発売当時、雑誌『FMステーション』（ダイヤモンド社）に掲載されたEACH TIMES誌編集風景のものをカラーデジタル化したもの。よって映っている机には前作『EACH TIME』のジャケットも確認できる。初回盤と通常盤はトリミング箇所が若干異なっている。

## 収録曲

### DISC-1
全作曲：大瀧詠一
1. 熱き心に  –  (4'46")[1][2]
  - 作詞：阿久悠、編曲：大瀧詠一、Strings Arrange：前田憲男
  - ℗ 1983 UNIVERSAL MUSIC LLC
  - Licensed by USM JAPAN,
  - A UNIVERSAL MUSIC COMPANY
  - 小林旭への提供作。『EACH TIME』発売後、休業宣言を経て約1年半後に、盟友の大森昭男からの依頼で書き下ろされた作品。小林旭の代表作である「さすらい」と「惜別の歌」を思い浮かべて、どちらの線の曲で行こうかと黙考していたが、1曲にまとめたために壮大なスケールの曲が出来上がった、という[10]。また、小林旭のテイクに感銘を受けた大滝が「小林の帰宅後にスタジオに入ってコッソリ歌っていた」といった逸話を小林が大滝の追悼番組で明かした[注釈 2]。本曲のバック・トラックは小林版のものが流用されているが、イントロや曲中のキーボードやエレキギター・パート、間奏のギター・ソロがない。なお、1998年1月11日放送の『山下達郎のサンデー・ソングブック』（TOKYO FM）でこの曲のデモをリクエストしたハガキに対しては「無いよそんなもの」と即答していた（その代わりにオンエアされたのが、‟草津バージョン”と呼ばれる「Happy Endで始めよう」のテレビ版）。大瀧は1977年12月、当時クラウンレコード所属だった細野晴臣が当時同じクラウンレコードだった小林のアルバムプロデュースを依頼され、小林ファンの大瀧にも協力を依頼した。星野哲郎が作詞した「ホルモン小唄」と題された歌詞が選ばれて喜び勇んで小林同様大瀧がファンと公言するハナ肇とクレージーキャッツの「ハイ、それまでヨ」タイプの曲を作り、クラウンスタジオでティン・パン・アレーのメンバーとセッションを行い仮歌まで入れたが、小林が「昔の名前で出ています」のヒットで路線変更され、アルバムごとお蔵入りした。大瀧は、AGFのCMの依頼を受けた時はボツになった「ホルモン小唄」の事もあり、「一生の内、何としてでもやり遂げなければならない仕事の一つ」と思ったと言う事があった。その後、ボツになった「ホルモン小唄」は2023年3月21日発売『大滝詠一 NOVELTY SONG BOOK/NIAGARA ONDO BOOK』のDISC 1『大滝詠一 NOVELTY SONG BOOK 』 に「ホルモン小唄～元気でチャチャチャ」のタイトルでブックレットで仮歌か仮歌とは別に録音したかの言及されていないが、大瀧歌唱版が収録され日の目を見た。
2. うれしい予感  –  (4'13")[1][2]
  - 作詞：さくらももこ、編曲：CHELSEA
  - 渡辺満里奈への提供作。音楽活動封印後、次曲「快盗ルビイ」以来7年ぶりに大滝が書き下ろした新作としても話題となった。本作収録曲では唯一の90年代作品。90年代に制作されたオリジナル楽曲で大滝の歌によるものは「幸せな結末」「Happy Endで始めよう」に次いで3つ目の作品となる。オリジナルの渡辺版では大滝自身はコーラス参加している。作詞を手掛けたさくらももこは、『ちびまる子ちゃん』のアニメ版が再開されるにあたって、大滝にテーマソングを依頼したが、大滝は「今年（1994年）の読売ジャイアンツが優勝したら新曲を提供する」とさくらに約束（大滝は大の巨人ファンだった）、その後さくらは祈りながらプロ野球の結果を見守ったが、長嶋茂雄率いる巨人軍は見事セ・リーグ優勝、さらには日本シリーズ制覇を果たし、その勝利が決定した瞬間に大滝からFAXにて「約束通りちびまる子ちゃんのテーマ曲を作ります」と契約履行されたことを大滝の死後に明かしている[11]。また、歌を担当していた渡辺は大滝作品と知って「音頭だったらどうしよう」と当初は不安だったという[12]。尚このセルフカバーは大滝のコーラスが入っているオリジナルのシングル・バージョンのバックトラックが流用されている。但し、エンディング近くの転調する部分のバックトラックにはアルバム・バージョンに入っていた女性コーラスが入っている。
3. 快盗ルビイ  –  (4'15")[1][2]
  - 作詞：和田誠、編曲：大瀧詠一、Strings&Horn Arrange：服部克久
  - Licensed by Victor Entertainment
  - 小泉今日子への提供作。1988年に公開された小泉の同名主演映画の主題歌。作詞は映画の監督・脚本を務めた和田誠。2003年に小泉とのバーチャル・デュエット・バージョン作成の際に88年当時に2テイクほど録ったとされるデモテープの音源を用いた半セルフカバー版は音源化されていたが、全編大滝ソロによるバージョンは初CD化。バック・トラックは小泉版のバックトラックの流用だが、『大瀧詠一 Song Book II -大瀧詠一作品集 Vol.2 （1971-1988）』に収録されていたプロモ・オンリーの“On Air Version”と同様フェイドアウトしない。
4. 星空のサーカス  –  (3'00")[1][2]
  - 作詞：松本隆、編曲：宿霧十軒
  - ラッツ&スターへの提供作。オリジナル・シングルでは「Tシャツに口紅」とのカップリングで収録されていた。コーラスは全てJack Tones[注釈 3]による一人多重コーラスとなっている。RATSバージョンでエンディングにクシャミや口笛等バージョン毎に違う音が入れられていたが、大滝バージョンは何もない。
5. Tシャツに口紅  –  (4'38")[1][2]
  - 作詞：松本隆、編曲：井上鑑
  - 前トラック同様、ラッツ&スターへの提供作。時期的には『EACH TIME』セッションの一時中断期の提供作となる。そのためか「恋のナックル・ボール」と同じメロディーセクションが存在している。松本・大滝作品としては珍しく、詞の一人称が「俺」である。バックトラックはRATSバージョンと同様だが、コーラスは全てJack Tonesによる一人多重コーラスとなっている。間奏のソロ楽器は、トランペットからマリンバに変更されている。
6. 探偵物語  –  (4'04")[1][2]
  - 作詞：松本隆、編曲：井上鑑
  - 薬師丸ひろ子への提供作。「すこしだけやさしく」と共に両A面シングルとして発売された。大滝にとって最後のライブとなった1983年7月24日、西武球場にて行われた「ANN SUPER FES '83」でも歌われたが、その後大滝によって歌われることは無かった。オリジナルの薬師丸ひろ子版とはキーが異なり、チューニングが1音上げられている。
7. すこしだけやさしく  –  (4'44")[1][2]
  - 作詞：松本隆、編曲：井上鑑
  - 「探偵物語」と同じく、薬師丸ひろ子への提供作。この曲も西武球場ライブでも歌われたが、スタジオ録音のテイクが実在する事は知られていなかった。
8. 夏のリビエラ -Summer Night in Riviera-  –  (4'31")[1][2]
  - 作詞：松本隆、英語詞：MARTHA LAVENDER
  - 森進一への提供作「冬のリヴィエラ」の英語詞カバー。セルフ・カバーのリリースにそれほど積極的でなかった生前の大滝にしては珍しく、コンピレーション・アルバム『SNOW TIME』収録曲として発表されていた、既出のヴァージョン。これは西武球場ライブのために用意されたアレンジを使ったもの。もともと男性用に書き下ろされた曲だが、オリジナルに比べてキーを全音下げたアレンジになっている[13]。なお、ライブで聞かれた女性コーラスが入る等『SNOW TIME』収録のバージョンとは若干違う。オリジナルは『Best Always』に収録。
9. 風立ちぬ  –  (4'48")[1][2]
  - 作詞：松本隆、編曲：多羅尾伴内
  - 松田聖子への提供作。1981年12月3日に渋谷公会堂で行われた「ヘッドフォン・コンサート」からのライブ音源。「今日歌ったら一生、二度と歌うこともないだろうという歌をやってみたいと思います」という前置きをしてから歌われた[14]。なお、同コンサートからは1987年リリースのコンピレーション・アルバム『DEBUT SPECIAL』に「指切り」が収録されていたほか、2022年リリースのボックス・セット『NIAGARA TRIANGLE Vol.2 VOX』[注釈 4]には、佐野元春と杉真理が“NIAGARA TRIANGLE”の一員としてゲスト出演したコンサートの第2部の模様が収録され、そのうち「A面で恋をして」は、『NIAGARA TRIANGLE Vol.2 40th Anniversary Edition』[注釈 5]にも収録された。
10. 夢で逢えたら (Strings Mix)  –  (3'49")[1][2]
  - 作詞：大瀧詠一
  - 吉田美奈子、シリア・ポールへの提供作。途中のセリフは異なる。オールタイム・ベスト『Best Always』とボックス・セット『NIAGARA CD BOOK II』の同時購入者特典として抽選で300名にのみプレゼントされた、「夢で逢えたら」のレコードB面収録の、大滝の歌とストリングスのみのバージョン。本作収録作品の中では唯一、70年代に制作された楽曲で本作中唯一、大瀧自身が詞曲とも手掛けた作品。

### DISC-2 （初回限定ボーナス・ディスク）
初回限定で付属するボーナス・ディスクは、洋楽カヴァーを収録。4トラックのうち3トラックは1997年7月から9月にかけて信濃町ソニー・スタジオで行われた通称“ナイアガラ・リハビリ・セッション”からの音源。この年の11月、シングル「幸せな結末」をリリースすることになるが、それに先駆け、長らく離れていたスタジオ・ワークに対する勘を取り戻すためのセッションだった。
1. 私の天竺 My Blue Heaven  –  (4'05")[1]
  - 作詞：George Whiting、作曲：Walter Donaldson、日本語詞：堀内敬三、編曲：Rinky O'hen
  - 邦題「私の青空」をニューオーリンズ風のリズム・パターンでアレンジした曲。間奏部で演奏されるのは19世紀のアメリカン・トラディショナル「峠の我が家」のメロディ。かつて『山下達郎のサンデー・ソングブック』に大瀧がゲスト出演した際にオンエアされたが、今回のCD化に際し新たにミックスされた。
2. 陽気に行こうぜ〜恋にしびれて （2015村松2世登場!version）  –  (6'34")[1]
  - （Rip It Up）作詞・作曲：Robert Blackwell / John Marascalco
  - （All Shook Up）作詞・作曲：Otis Blackwell / Elvis Presley
  - 編曲：Rinky O'hen
  - 前トラック同様、1998年1月11日放送の『サンデー・ソングブック』でオンエアされていたが、このバージョンは放送版とは異なる音源である。曲名の村松2世とはこのセッションで初めて大滝作品に参加し、リードギターを担当する佐橋佳幸のことで、1世こと村松とは村松邦男のこと。鈴木茂、徳武弘文と佐橋のギターバトルを聴くことができることから、このような名前が付いた。本ディスク収録作としては2015年、佐橋の参加作品を集めたコンピレーション・アルバム『佐橋佳幸の仕事 (1983-2015) 〜Time Passes On〜』[注釈 6]のボーナス・トラックとして初CD化されたが、冒頭の語りがカットされている。
3. Tall Tall Trees〜Nothing Can Stop Me  –  (5'16")[1]
  - 作詞・作曲：George Jones / Roger Miller、編曲：Rinky O'hen
  - <Tall Tall Trees>
  - © by LARK MUSIC, LTD.
  - All rights reserved. Used by permission.
  - Rights for Japan administered by
  - © TRIO MUSIC.,INC.  FORT KNOX MUSIC, INC.
  - <Nothing Can Stop Me>
  - © by FORT KNOX MUSIC COMPANY
  - All rights reserved. Used by permission.
  - Rights for Japan administered by
  - WARNER/CHAPPELL MUSIC JAPAN, K.K.
  - © TRIO MUSIC.,INC.
  - 間奏のギター・ソロ前で「健太!」と呼ばれているのは萩原健太のこと。萩原によればこの時、大瀧から「これからレコーディングするから信濃町に来い」「（見学させてくれるのですかとの萩原の問いに）いや、ギター持ってこい」「（アコギですかとの問いに）エレキだエレキ。いいからすぐ来い」との電話をもらい、言われるがままテレキャスターを持ってスタジオに来た。それまでにも何度か、渡辺満里奈や植木等のアルバム・レコーディングに作曲、編曲で参加したことはあったが、楽器で呼ばれたのは初めてだったという[13]。前曲「陽気に行こうぜ〜恋にしびれて」とこの曲のみ、飯尾芳史がミックスを手掛けている。もともとは佐橋と深い親交のある飯尾が、佐橋のコンピレーション・アルバムのためにミックスしたのもの[注釈 6][15]。
4. 針切じいさんのロケン・ロール The Purple People Eater  –  (3'05")[1]
  - 作詞・作曲：Sheb Wooley、日本語詞：さくらももこ、編曲：Rinky O'hen
  - © CHANNEL MUSIC CO.
  - メイン・ディスク2曲目の「うれしい予感」と同時に『ちびまる子ちゃん』のテーマ曲として提供され、「うれしい予感/針切じいさんのロケン・ロール」として両A面でシングル化されていた作品をカバーしたもの。オリジナル・バージョンでの歌唱は植木等が担当し、大滝はRinky O'hen名義で編曲を担当していた。原曲はシェブ・ウーリーの「The Purple People Eater（ロックを踊る宇宙人）」。日本語詞はさくらももこが担当した。歌詞が一部、植木が歌唱したものとは異なっている。元々はラッキィ池田の歌として亀渕昭信がプロデュースと日本語詞を手掛け、アレンジを大瀧に依頼した。レコーディングは行われたが、未発表となった。本作に収録されているのは、その時のバックトラックに大滝がボーカルをレコーディングしたもの。尚、植木版にあった大滝の多重録音コーラスはない。2023年3月21日発売の『大滝詠一 NOVELTY SONG BOOK/NIAGARA ONDO BOOK』のDISC 1『NOVELTY SONG BOOK』には大瀧の植木版のバックトラックに大滝の多重録音コーラス入りのセルフカバーが収録された。TARAKOやイルカのコーラスはない。

## クレジット
| Mixing Engineer : | - Yoshifumi Iio (Office Intenzio) - Tetsuya Naitoh (Sony Music Studios Tokyo) - Tamotsu Yoshida - Dohji Fuefuki |

| Mastering Engineer : Tetsuya Naitoh (Sony Music Studios Tokyo) |
| Booklet Photo : Jyoji Ide (P1,H3)                              |
| Art Design : Takashi Okada                                     |
| Director : Masaaki Shirota                                     |

| A&R : | - Naoki Yoshitake (Sony Music Records) - Eiichi Maruyama (Sony Music Records) |

| Co-Producer : Osamu Sakaguchi (The Niagara Enterprises)                                                   |
| Advisor : Hiroaki Shimura                                                                                 |
| Assistant : Shuhei Shima                                                                                  |
| Supervisor : Shikoh Ohtaki and Family                                                                     |
| Produced by Eiichi Ohtaki                                                                                 |
| |
| - Special Thanks to: - UNIVERSAL MUSIC LLC, Victor Entertainment, - Fujipacific Music Inc., Nichion, INc. |

## LP:SRJL 1111

### 解説
アナログ盤は、180g重量盤による完全限定生産。カッティングはロンドンのメトロポリス・マスタリングにてティム・ヤングが担当、ハーフスピードカッティングが施されている。ジャケット裏面は『DEBUT』のジャケットを模したデザイン、レコード中袋には2016年時点で流通しているナイアガラ・レーベルのカタログが並べられている。レーベルはプロモーション盤に使われたブルーレーベルを使用、帯はCBSソニー当時のものを踏襲したデザインが採用されている。ライナーノーツは、CDブックレットに掲載されている能地祐子の解説原稿をそのまま転載。特典として特製ステッカーが封入された。

### 収録曲

#### SIDE 1
1. 熱き心に  –  (4'44")[16]
2. うれしい予感  –  (4'11")[16]
3. 快盗ルビイ  –  (4'13")[16]
4. 星空のサーカス  –  (2'58")[16]
5. Tシャツに口紅  –  (4'35")[16]

#### SIDE 2
1. 探偵物語  –  (4'02")[16]
2. すこしだけ やさしく  –  (4'42")[16]
3. 夏のリビエラ -Summer Night in Riviera-  –  (4'29")[16]
4. 風立ちぬ  –  (4'46")[16]
5. 夢で逢えたら (Strings Mix)  –  (3'49")[16]

### クレジット
| Mixing Engineer : | - Tetsuya Naitoh (Sony Music Studios Tokyo) - Tamotsu Yoshida - Dohji Fuefuki |

| Mastering Engineer : Tetsuya Naitoh (Sony Music Studios Tokyo)      |
| Half Speed Vinil Cutting : Tim Young (Metropolis Mastering, London) |
| Art Design : Takashi Okada                                          |
| Director : Masaaki Shirota                                          |

| A&R : | - Naoki Yoshitake (Sony Music Records) - Eiichi Maruyama (Sony Music Records) |

| Co-Producer : Osamu Sakaguchi (The Niagara Enterprises)                                                   |
| Advisor : Hiroaki Shimura                                                                                 |
| Assistant : Shuhei Shima                                                                                  |
| Supervisor : Shikoh Ohtaki and Family                                                                     |
| Produced by Eiichi Ohtaki                                                                                 |
| |
| - Special Thanks to: - UNIVERSAL MUSIC LLC, Victor Entertainment, - Fujipacific Music Inc., Nichion, INc. |

## リリース日一覧
| 地域 | リリース日    | レーベル                         | 規格       | カタログ番号                                          | 備考                                                                             |
| ---- | ------------- | -------------------------------- | ---------- | ----------------------------------------------------- | -------------------------------------------------------------------------------- |
| 日本 | 2016年3月21日 | NIAGARA ⁄ Sony Music Labels Inc. | - 2CD - CD | - SRCL 8714/5【初回生産限定盤】 - SRCL 8716【通常盤】 | 初回生産限定盤はボーナス・トラック4曲収録のDISC 2との2枚組。三方背ボックス仕様。 |
| 日本 | 2016年6月15日 | NIAGARA ⁄ Sony Music Labels Inc. | LP         | SRJL 1111                                             | 全10曲収録。完全生産限定盤。                                                     |